# Same name
「same name」（せいむねいむ）は、日本のヒップホップグループ、リトルLITTLEの1作目の配信シングル。

## 概要
- KICK THE CAN CREWのLITTLEとフリースタイルラッパーとして人気を博しているMCリトルとのコラボ楽曲。
- LITTLEとMCリトルの名前が同じということから楽曲の制作が始まった。
- MusicVideoでは最後にMCリトルがLITTLEが運営している「愛韻TV」のスタジオに入っている。

## 収録曲
1. same name
Produced by Laugh
2. note